# Václav Piťha
Václav Piťha (7. února 1865 Poleň – 11. prosince 1922 Praha-Holešovice) byl český lékař, gynekolog, vysokoškolský profesor, odborný autor a pedagog.

## Život
Narodil se v Poleni v západních Čechách. Po vychození obecné školy a gymnázia v Klatovech vystudoval Lékařskou fakultu Karlo-Ferdinandovy univerzity v Praze, kterou zakončil roku 1898. Roku 1906 se stal univerzitním profesorem a roku 1907 převzal redakci Sborníku lékařského. Téhož roku byl jmenovan skutečným členem vědeckého výboru francouzské společnosti lékařů L'oeuvre ďenseignement médical complementaire.
Roku 1913 se svou chotí Hermínou, roz. Melicharovou, zakoupil velkostatek poblíž Nového Bydžova.
Byl rovněž autorem oborové literatury, ve svých odborných pracích orientovaných především na gynekologii.

### Úmrtí
Václav Piťha zemřel 11. prosince 1922 v Praze ve věku 57 let. Pohřben byl v rodinné hrobce na Vinohradském hřbitově.

### Rodina
Jeho syn Václav Piťha mladší vystudoval medicínu a rovněž působil jako významný neurolog.